# أهارون دافيد جوردون
أهارون دافيد جوردون (1856 - 1922) كان منظرًا صهيونيًّا ومن مؤسسي الصهيونيّة الخضراء، الصهيونية العملية والصهيونية الاشتراكية. أسس جماعة العامل الشاب، وهي من المنظمات الصهيونية ذات التأثير. هاجر إلى فلسطين في عام 1904 ومارس الزراعة. تأثر أهارون دافيد بليو تولستوي وغيره، وقيل أنه جعل من العمل دينًا، لكنه كتب في 1920: «بالتأكيد، في زماننا هذا، يمكن العيش بلا دين».

## فكر جوردون البيئيّ
ألَّفَ جوردون كتابه المركزي "الإنسان والطبيعة" عام 1927، الذي أسس فيه لفكرة أنَّ الإنسانيّة جزء من منظومة الحياة الشاملة على كوكب الأرض. وقد وصف موكي تسور (بالعبرية: מוקי צור) جوردون بأنه أول عالم بيئة عبري، فيما أشار يوڤال جوڤني (بالعبريّة: יובל גובני) ورون مرجولين (بالعبريّة: רון מרגולין) إلى أنّ جوردون كان سابقًا لعصره، إذ أعرب في بداية القرن العشرين عن قلقه العميق من الضرر المستمرّ الذي يُلحقه الإنسان للبيئة. سبقتهم في هذا الرأي عينات رامون (بالعبريّة: עינת רמון)، حيث وصفت جوردون بأنه "أول المفكرين اليهود الذين تحدّوا -من منظور دينيّ-يهوديّ- التخريب البيئيّ الذي يسببه الإنسان للطبيعة نتيجة غطرسته ورغبته في السيطرة المطلقة عليها".
مع ذلك، فقد تعرّض الفكر الجورديانيّ للإهمال وحظي بمكانة ثانوية في الأدب العامّ الذي يتناول تاريخ البيئة في السياق الصهيونيّ الإسرائيليّ، فعلى سبيل وصف البروفيسور أفنير دي-شاليت (بالعبريّة: אבנר דה-שליט) فكر جوردون البيئيّ على أنّه "رومانسيّة ريفيّة"، فيما وصفها البروفيسور يتسحاق شنل (بالعبريّة: יצחק שנל) على أنّها "رومانسية تولستوية"، وعلى أنّها غير ناضجة بما يكفي لتُعتبر رؤية منهجيّة حول البيئة. يُعارضهم في هذه الرؤية د. أساف شميس (بالعبريّة: אסף שמיס) الذي يعتبر موضوع البيئة الإطار المُنظِّم لمشروع فكر جوردون، وليس مُجرَّد عُنصر فيه، الذي ساهم بدوره في تشكيل الفكر البيئي الإسرائيليّ في مُنتصف القرن العشرين.
تكمن خصوصيّة الفكر الجوردياني، كما يراها شميس، في الأهمّيّة التي ينسبها للأمّة كنُقطة تقاطع بين الإنسان وبين الطبيعة اللانهائيّة. هذا وتتميّز وجهة النظر البيئيّة لجوردون في مردّها إلى أساس أناركيّ وسلميّ، من خلال مُعاداتها ونفورها من مُؤسسات الدولة الحديثة، وفي مُقدِّمتها الجيش، والاتّجاهات التجاريّة في الاستيطان اليهودي، ومعارضتها لوحدة أحزاب العمال. وقد جاءت مُعارضته هذه من منظور وطنيّ-بيئيّ، لاعتقاده بأنّ الكيانات العسكريّة الحكوميّة تُجسِّد علاقات السيطرة الاستغلاليّة على الطبيعة الحيّة. بالتالي، وضع جوردون تصورًا صهيونيًّا أخضر يرى أنّ إقامة علاقات مُستدامة مع الطبيعة هي المصدر الوحيد للبعث الوطني.

## وصلات خارجية
- أهارون دافيد جوردون على موقع الموسوعة البريطانية (الإنجليزية)
- أهارون دافيد جوردون على موقع ميوزك برينز (الإنجليزية)